# Karl Scherm
Karl Theodor Paul Scherm (* 8. April 1904 in Nürnberg; † 30. Juni 1977 ebenda), auch „der Gaukler“ genannt, war ein deutscher Fußballspieler.

## Karriere

### Vereine
Scherm gehörte von 1925 bis 1931 dem Allgemeinen Sportverein Nürnberg an, für den er als Stürmer in den vom Süddeutschen Fußball-Verband organisierten Meisterschaften in der Bezirksliga Bayern Punktspiele bestritt.
Von 1931 bis 1933 bestritt er für den 1. FSV Mainz 05 Punktspiele in der zweitklassigen Bezirksliga Hessen und erzielte in dieser Zeit als linker Halbstürmer 77 Tore. Die Saison 1933/34 absolvierte er in der Gauliga Südwest, in einer von zunächst 16, später auf 23 aufgestockten Gauligen zur Zeit des Nationalsozialismus als einheitlich höchste Spielklasse im Deutschen Reich. Mit den Mainzern gewann er zweimal die Hessenmeisterschaft. Wenngleich er ein nie umstrittener Stammspieler mit einer Quote von durchschnittlich mehr als einem Tor pro Spiel war, wurde in diesen Jahren oft sein Eigensinn im Mainzer Angriffsspiel kritisiert.
Von 1935 bis 1939 spielte er für die
WKG BSG Neumeyer Nürnberg zunächst in der zweitklassigen Bezirksliga Bayern; zuletzt – Aufstieg bedingt – in der Gauliga Bayern. Der Verein nahm mit ihm am Wettbewerb um den Tschammerpokal teil und drang in der Spielzeit 1939/40 bis ins Viertelfinale vor, das gegen den SC Wacker Wien mit 4:7 verloren wurde. Scherm bestritt einzig das am 29. August 1939 mit 7:3 gewonnene Erstrundenspiel gegen den CSC 03 Kassel, sowie zuvor, 1937/38, das mit 0:1 n. V. gegen den VfB Stuttgart verlorene Erstrundenspiel.
Nach dem Ende des Zweiten Weltkrieges absolvierte er die Saison 1946/47 in der zweitklassigen Landesliga Bayern für den 1. FC Bamberg.

### Nationalmannschaft
Scherm bestritt zwei Länderspiele für die A-Nationalmannschaft, wobei er am 31. Oktober 1926 in Amsterdam beim 3:2-Sieg im Testspiel gegen die Nationalmannschaft der Niederlande debütierte. In seinem letzten Spiel als Nationalspieler am 12. Dezember 1926, bei der 2:3-Niederlage gegen die Schweizer Nationalmannschaft in München erzielte er mit dem Treffer zum 2:2 in der 50. Minute sein einziges Länderspieltor.

## Erfolge
- Hessenmeister 1932, 1933

## Sonstiges
- Im Gegensatz zu vielen anderen hervorragenden Nürnberger Fußballspielern spielte er nie für den 1. FC Nürnberg.
- In seinem zweiten Pflichtspiel für die Mainzer, erzielte er am 23. August 1931, beim 8:2-Sieg gegen den SV Rot-Weiß Walldorf, allein fünf Tore. Ebenso viele oder mehr Tore in einem einzigen Ligaspiel sind in der Mainzer Vereinsgeschichte sonst nur Paul Lipponer sen. gelungen, der am 21. Dezember 1924 beim 13:0-Sieg über den FSV 07 Kreuznach sowie am 9. Januar 1927 beim 8:0-Sieg über den SV 05 Trier jeweils sieben Tore erzielte.